# Gabriel París Gordillo
Gabriel París Gordillo (8 mars 1910, Ibagué - 21 mars 2008, Girardot) est un homme politique et militaire colombien, président de la Colombie de mai 1957 à août 1958 comme président de la Junte militaire à la suite du coup d'État de 1957.

## Jeunesse
París Gordillo étudie au Colegio San Simón d'Ibagué dans le département du Tolima. Diplômé, París Gordillo s'enrôle dans l'Armée nationale colombienne et est formé à l'Académie du Gr. José María Córdova en 1928. Il devient lieutenant dans le corps de cavalerie de l'armée le 11 décembre 1929, assigné au Grupo No. 1 Páez, unité où il passe la plus grande partie de sa carrière de militaire.

## Guerre contre le Pérou
Sous le grade de lieutenant, París Gordillo participe à la guerre colombo-péruvienne de 1933 sur le front de la Línea Baraya-La Tagua. Comme étant un excellent officier, París Gordillo est nommé formateur pour les chevaux et les cavaliers à l'Académie du Gr. José María Córdova.

## Promotions
París Gordillo est promu major en 1941 à l'École supérieure de guerre de Colombie (en). En 1941, il est de nouveau promu au grade de lieutenant-colonel et est envoyé se former au Fort Leavenworth, aux États-Unis. Il est plus tard assigné à l'École supérieure de guerre de Colombie et chef des montures et vétérinaire. En 1949, il devient commandant de l'unité du Grupo No 2 Rondón et, en 1950, chef de la Seconde brigade, basée à Barranquilla. Il est plus tard transféré comme commandant de la Quatrième brigade, basée à Medellín.

## Sous le gouvernement de Rojas Pinillas
Pendant la dictature militaire de Gustavo Rojas Pinilla, París Gordillo est nommé à plusieurs postes officiels.

## Vie privée
París Gordillo épouse María Felisa Quevedo París (sa nièce) à l'âge de 29 ans et a quatre enfants ; Gabriel, Jaime, Gloria and Ligia Carolina.
Il finit ses jours dans un ranch appelé « El Recreo », dans une vereda nommée El Topacio à Flandes. Âgé de 98 ans, il est à sa mort le dernier survivant de la Junte militaire et le président de la Colombie le plus âgé.